# أل هارتلي
أل هارتلي (بالإنجليزية: Al Hartley) هو رسام بالرصاص أمريكي، ولد في 25 أكتوبر 1921 في كيرني في الولايات المتحدة، وتوفي في 27 مايو 2003 في فورت مايرز في الولايات المتحدة.